# Duncan Oughton
Duncan Oughton (* 14. Juni 1977 in Wellington) ist ein ehemaliger neuseeländischer Fußballspieler. Er spielte seine gesamte Karriere als Fußballprofi bei der Columbus Crew in der Major League Soccer.
Derzeit (Stand 2009) ist er Co-Trainer beim Toronto FC, der ebenfalls in der MLS spielt.

## Karriere

### Jugend und College
Oughton besuchte die University of Otago, bevor er 1997 an die California State University Fullerton wechselte. In seinem letzten Jahr an der Cal State erzielte er 17 Tore und bereitete 8 weitere vor.

### Columbus Crew
2001 wurde er im MLS SuperDraft als 10. Pick von der Columbus Crew ausgewählt. Gleich in seiner ersten Saison konnte er sich auf dem Platz behaupten, dies lag daran, dass er sowohl im Mittelfeld als auch in der Abwehr einsetzbar war. Er stand insgesamt 20-mal auf dem Platz, davon 12-mal von Anfang an. Die Saison 2005 verpasste er aufgrund einer Knieverletzung und wurde im Mai 2006 von der Crew freigestellt. Er trainierte aber weiterhin mit der Mannschaft und wurde im August 2006 erneut verpflichtet.
In den kommenden Jahren stand Oughton aber immer weniger auf den Platz. 2006 spielte er nur 9 Spiele in der MLS, 2008 sogar nur fünf.
Nach der Saison 2010 wurde sein Vertrag nicht mehr verlängert. Auch über den MLS Re-Entry Draft 2010, wo bereits aktive MLS-Spieler eine neue Mannschaft finden können, konnte er keine neues Team für sich gewinnen.
Am 3. Februar 2011 gab er seinen Rücktritt vom aktiven Fußball bekannt und wurde neuer Assistant Technical Director bei Columbus.

### Nationalmannschaft
Für die Neuseeländische Fußballnationalmannschaft absolvierte er bei der Fußball-Ozeanienmeisterschaft 2002 sein erstes Länderspiel und zwar im ersten Gruppenspiel gegen Tahiti. Insgesamt spielte er 25-mal für die Neuseeländer.
Beim FIFA-Konföderationen-Pokal 2003 und FIFA-Konföderationen-Pokal 2009 war er Teil des Kaders. 2009 bestritt er sein letztes Spiel und zwar gegen Südafrika.

## Karriere als Trainer
Nach seinem Karriereende als aktiver Spieler, wurde Oughton Assistenztrainer und Assistent des Technischen Direktors bei der Columbus Crew. Nebenbei arbeitete er noch als Kommentator für die regionalen Fernsehsender Ohio News Network und Fox Sports Ohio.
Während der Saison 2013 wechselte er zum Toronto FC und ist dort ebenfalls Assistenztrainer der Mannschaft.
Er besitzt die Trainer B-Lizenz der United States Soccer Federation.

## Erfolge

### Columbus Crew
- Major League Soccer MLS Cup (1): 2008
- Major League Soccer Supporters Shield (3): 2004, 2008, 2009
- Lamar Hunt US Open Cup (1): 2002

### Neuseeland
- Fußball-Ozeanienmeisterschaft: 2002